# Reinhausen
Reinhausen ist der Stadtbezirk 07 von Regensburg. Die bis 1924 selbstständige Gemeinde Reinhausen mit 5000 Einwohnern hatte sich bis zur Eingemeindung in die Stadt Regensburg am 1. April 1924 als das größte Dorf der Oberpfalz bezeichnet. Das Dorf gehörte zum bayerischen Bezirksamt Stadtamhof, der letzte Bürgermeister hieß Max Dauer. Bereits vor der Eingemeindung war Reinhausen 1892 weithin bekannt geworden, als im örtlichen Schrödelsaal der Landesverband der bayerischen SPD gegründet wurde.

## Lage und Anbindung, Regenbrücke, Walhallabahn
Reinhausen liegt im Osten von Regensburg nördlich des Stadtbezirks Weichs, südlich des Stadtbezirks Konradsiedlung-Wutzlhofen und nach Osten begrenzt von den Höhenzügen des Stadtbezirks Brandlberg-Keilberg. Alle genannten Stadtbezirke liegen östlich der Nibelungenbrücke.
Die Donau verläuft etwa 1 km südlich entfernt von Reinhausen. Im Westen begrenzt der Fluss Regen den Stadtbezirk gut 500 m nördlich, bevor der Regen in die Donau mündet. über den Fluss Regen ist Reinhausen mit dem Stadtbezirk Steinweg durch die Reinhauser Regen-Brücke verbunden. Diese früher für den Handel mit Böhmen wichtige Brückenverbindung ist als Holzbrücke erstmals für 1194 bezeugt und könnte schon während der Bauzeit der Steinernen Brücke genutzt worden sein. Die Brücke wurde durch Hochwasser, Eisgang und in Kriegszeiten mehrmals zerstört und erhielt erst 1742 Brückenpfeiler aus Stein. Letztmals durch Kriegseinwirkung zerstört wurde die Brücke 1809 während der Schlacht bei Regensburg, als österreichische Truppen auf der Flucht vor nachrückenden französisch geführten Truppen des Rheinbundes die Brücke abbrannten.
1889 wurde Reinhausen ein Haltepunkt der der damals in Betrieb genommenen schmalspurigen Walhallabahn zwischen Regensburg Stadtamhof und Wörth an der Donau. Hier in Reinhausen nutzte die Walhallabahn die bestehende Alte Regenbrücke um den Fluss Regen zu queren. Einige Jahre später endete eine Linie der Straßenbahn Regensburg in Reinhausen, weil die Walhallabahn ihren Ausgangs- und Endpunkt nach Reinhausen verlagert hatte.
Als nach 1965 unter Oberbürgermeister Rudolf Schlichtinger   eine Süd-Nord-Autobahn durch die Altstadt von Regensburg geplant wurde, schien zunächst auch Reinhausen betroffen zu sein, denn dort sollte eine neue Regenbrücke die erste Ausfahrt der geplanten neuen Autobahn aufnehmen. Dafür wurde bereits 1971 eine neue, groß dimensionierte Brücke über den Fluss Regen mit einer Länge von 30 m, mehreren Fahrspuren, Geh- und Radwegen fertig gestellt. Die ursprünglich geplante Zubringer-Autobahn wurde dann aber nach scharfen Auseinandersetzungen im Stadtrat von Regensburg gar nicht hier im Osten der Stadt gebaut, sondern weiter westlich entfernt außerhalb der Altstadt von Regensburg als Autobahn A93 nach Norden durch den dort neu erbauten Tunnel Pfaffenstein mit anschließender Donaubrücke. 
2020 begannen Planungen für Renovierung und Neugestaltung der Reinhauser Regenbrücke.

## Karten

Stadtbezirk 07 = Reinhausen
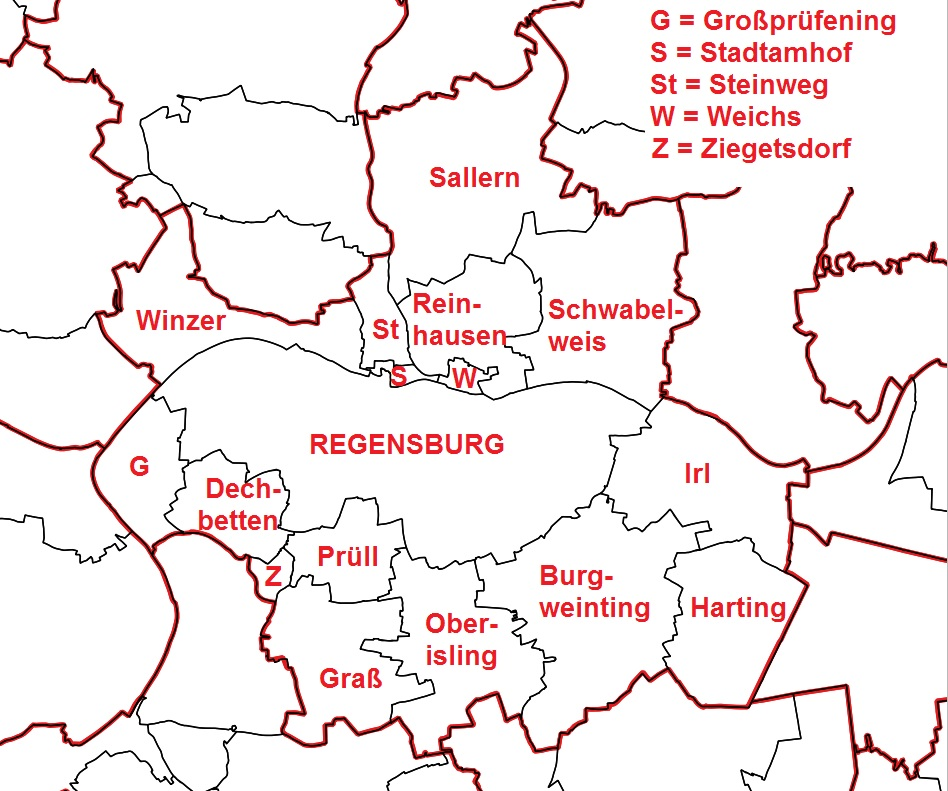
Die Gemarkung Reinhausen ist größer als der gleichnamige Stadtbezirk

## Geschichte
Als Ortsbezeichnung wurden die Häuser von Reinhausen erstmals 1007 in einer Schenkungsurkunde von Kaiser Heinrich II. erwähnt. Dort taucht der Begriff Reginhusen auf, im Sinne von „bei den Häusern am Regen“. Noch in Dokumenten des 14. Jahrhunderts werden bei Ortsangaben einzelne Häuser, das Gericht, ein Weingarten, und der Galgen als „in dem Regen“ gelegen bezeichnet.

### Mittelalter

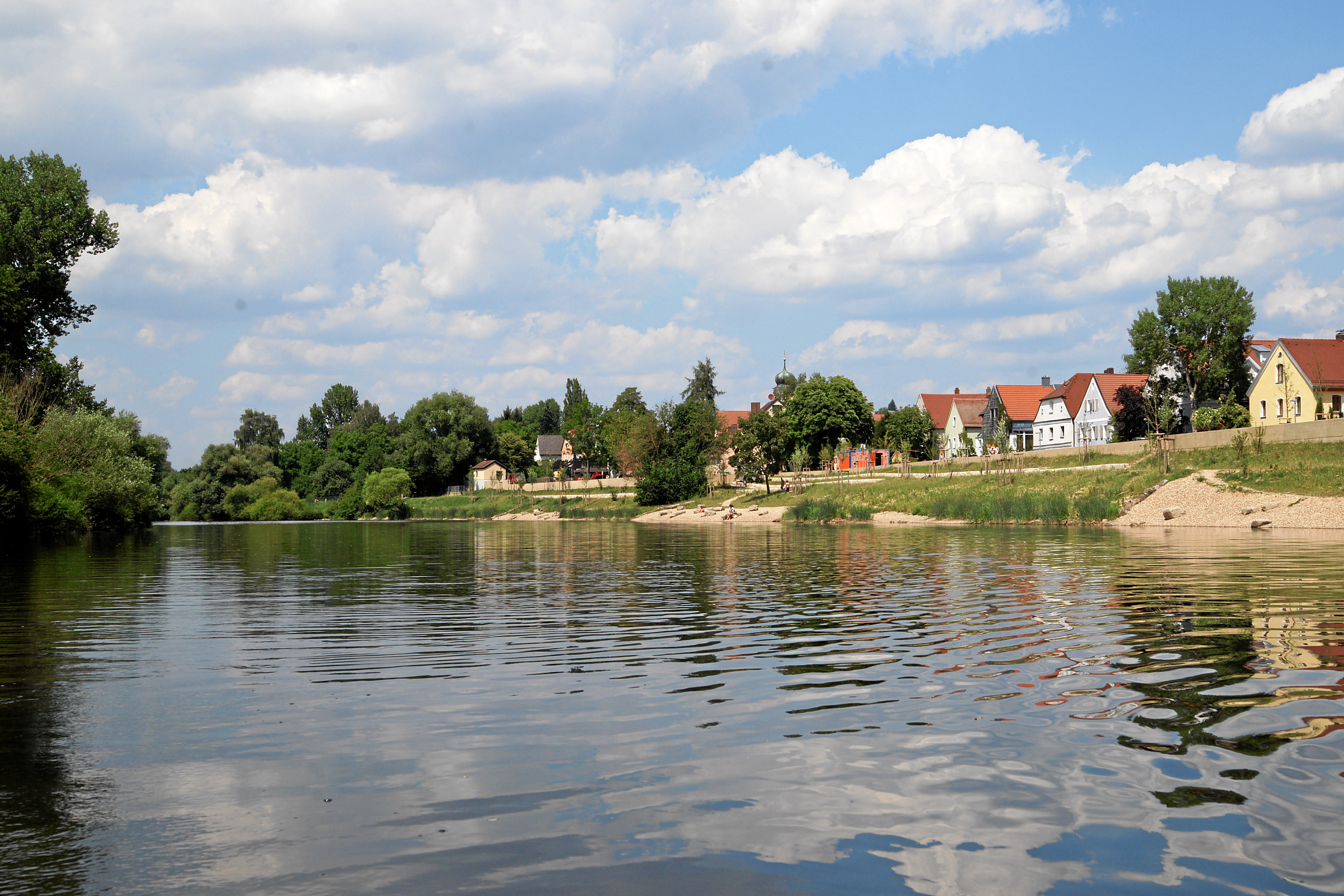
Reinhausen, Uferpromenade

Das Ortsbild des ursprünglich von Winzern, Fischern und Flößern bewohnten Ortes ist am Regenufer von kleinen Schopfwalmgiebelhäusern geprägt. Das ehemalige Wappen von Reinhausen zeigt den Heiligen Nikolaus, den Schutzpatron der Schiffer und Flößer, mit Seil und Axt. Hier in Reinhausen wurden die im Bayerischen Wald gefällten und auf dem Regen angeschwemmten oder zu Flößen verbundenen Stämme beim Holzgarten, kurz vor der Mündung des Regens in die Donau von den Flößern aus dem Wasser gezogen. Das Holz wurde unter Aufsicht des kurbayerischen Holzgarteninspektionsamtes auf dem Gelände des sog. Holzgartens gestapelt und auch weiterverarbeitet. Seit 2000 wurde das Gelände zunehmend mit Wohnhäusern bebaut, jedoch erinnert der Straßenname Holzgartenstraße weiterhin an die ehemalige Nutzung.
Neben der Flößerei und der Holzbearbeitung waren Fischerei und Weinanbau an den Hängen der Reinhauser Berge von großer Bedeutung für den Ort. Die Weingärten waren im Besitz der Klöster Rohr, St. Emmeram, Walderbach, Niedermünster und Alte Kapelle und erstreckten sich von der Alten Waldmünchener Straße bis hin zur Straße Im reichen Winkel im nördlich benachbarten Stadtteil Konradsiedlung.

### 15. – 16. Jahrhundert
Ebenso wie Stadtamhof und die übrigen nördlich der Donau gelegenen Stadtteile der heutigen Stadt Regensburg gehörte auch Reinhausen seit jeher zu Bayern als Herzogtum, bzw. als Kurfürstentum und als Königreich und weder zur damaligen Reichsstadt Regensburg noch zur alten Oberen Pfalz. Der Schrannenort Rheinhausen gehörte vielmehr seit dem 13./14. Jahrhundert zum Gericht der 3 Schrannen in Stadtamhof. Als sich 1486 die Stadt Regensburg aus wirtschaftlichen Gründen für sechs Jahre an das Herzogtum Bayern anschloss, nutzte der bayerische Herzog die Gelegenheit, den bayerischen Orten nördlich der Donau beispielsweise durch Verlagerung der Handelswege nach Nürnberg auf das nördliche Donauufer dauerhafte Vorteile zu verschaffen.

### 17. Jahrhundert
Im Dreißigjährigen Krieg wurden Reinhausen und das südlich benachbarte Weichs im Verlauf der Kämpfe um Regensburg zum Quartiersstandort für mehrere bayerische Infanterieregimenter unter dem Kommando des Generalfeldzeugmeisters Otto Heinrich Fugger. Diese Regimenter hatten die schwere Aufgabe, das von schwedischen Truppen besetzte und stark befestigte Stadtamhof, mit dem Schwarzen Turm als dem nördlichen Brückenkopf der Steinernen Brücke, zu erobern, was ihnen nicht gelang.

### 18. – 19. Jahrhundert
Seit dem späten Mittelalter finden sich für den Ortsnamen die Schreibweisen Raynhausen, Ranhausen, Ränhausen und Rainhausen, wobei letztere Schreibweise im 19. Jahrhundert sogar für kurze Zeit amtlich wurde, man sich dann aber nach 1887 auf die Schreibweise Reinhausen einigte. Für das 19. Jahrhundert gibt es nähere Kenntnisse zum Ort mit 2748 Einwohnern bei 659 Familien, 236 Häusern und zwei Schulgebäuden. Bei der beruflichen Zusammensetzung der Bevölkerung sind die relativ hohen Anzahlen von 21 Winzern, 10 Wirten und 10 Gärtnern bemerkenswert. Ihnen stehen neben anderen gegenüber 3 Bäcker, 2 Fischer, 4 Metzger und 4 Schuhmacher und nur 1 Bierbrauer.
Ab 1818 gab es mit dem bayerischen Gemeindeedikt in der „Ruralgemeinde“ einen gewählten Gemeindevorsteher – später Bürgermeister genannt. Es zeigte sich in der Folge, dass die noch nicht eingemeindeten neuen Regensburger Vororte Reinhausen und Weichs nur mühsam und auf langen Wegen über die Steinerne Brücke erreichbar waren. Als Versuche zur besseren Anbindung wurden zunächst Bootsüberfahrten und Fährdienste und 1873 sogar eine Drahtseilfähre eingerichtet. Nach der Eingemeindung wurde 1924 eine Pontonbrücke am Standort der heutigen Nibelungenbrücke dem Verkehr übergeben, die bis zur Fertigstellung der damaligen Adolf-Hitler-Brücke 1938 genutzt wurde.
1892 wurde im örtlichen Schrödelsaal der Landesverband der bayerischen SPD gegründet wurde. Der Regensburger Magistrat war damals stark nationalliberal geprägt, hatte sich geweigert, für die Veranstaltung von Sozialdemokraten einen städtischen Veranstaltungssaal zur Verfügung zu stellen und hatte dieses Verhalten auch den städtischen Wirten empfohlen.

### 20. Jahrhundert
Ein in Reinhausen am Ende des 19. Jahrhunderts ansässig gewordener bedeutender mittelständischer Industriebetrieb ist die Maschinenfabrik Reinhausen. Sie zählt über 1800 Beschäftigte und ist Weltmarktführer für Stufenschalter für Leistungstransformatoren. Die bis 1924 selbstständige Gemeinde Reinhausen mit 5000 Einwohnern wurde am 1. April 1924 in die Stadt Regensburg eingemeindet.
Reinhausen ist heute auch der Standort für das Werner-von-Siemens-Gymnasium, das jüngste, erst 1967 entstandene und einzige nördlich der Donau gelegene staatliche Gymnasium Regensburgs, das mit rund 1350 Schülern zu den größten Schulen Regensburgs zählt. In Reinhausen gibt es außerdem die St.-Nikola-Grundschule, die mit etwa 100 Schülern in vier Klassen zu den kleinsten Regensburger Schulen gehört.

## Sehenswürdigkeiten

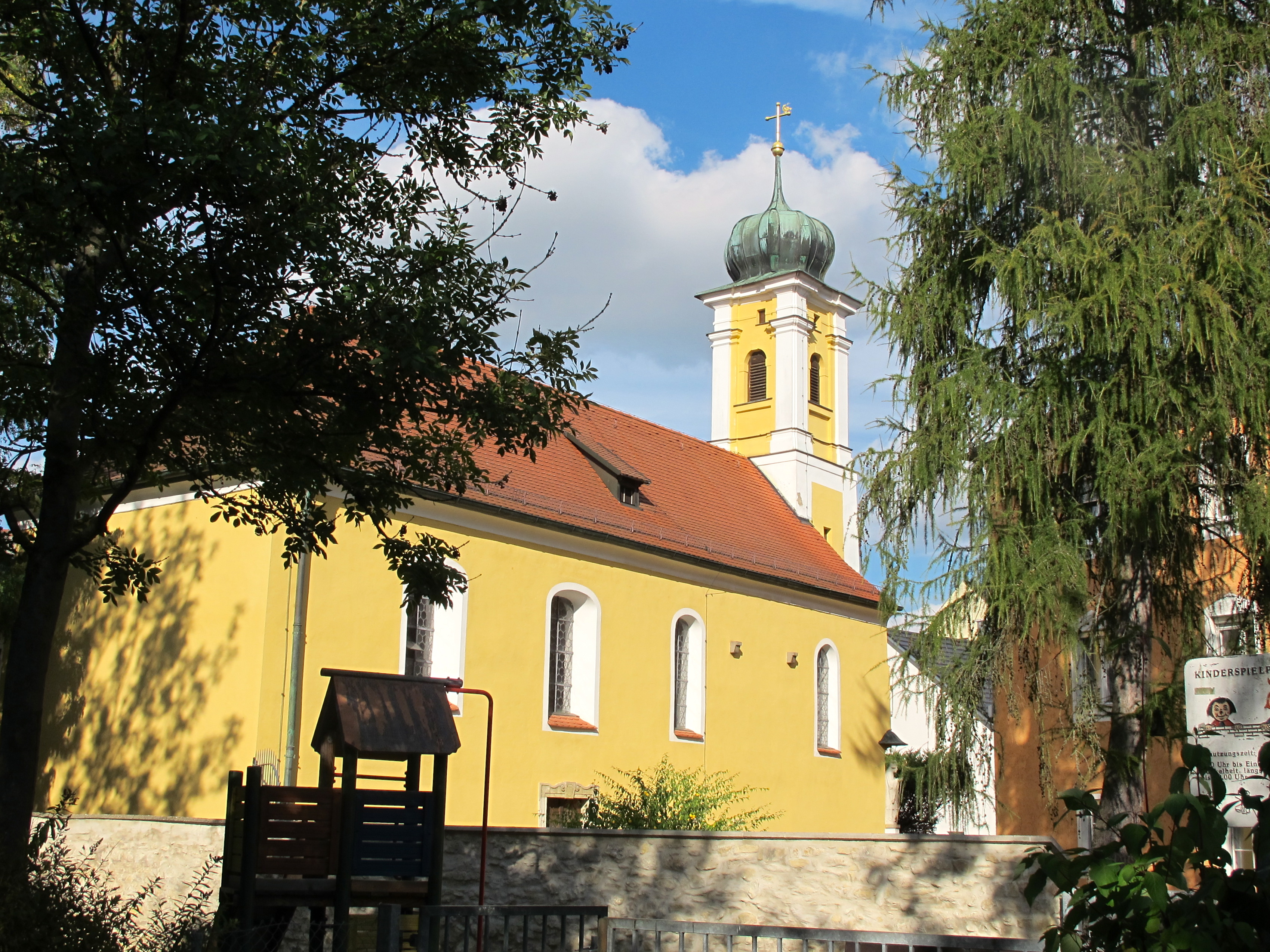
Ehemalige Sondersiechen- und Nebenkirche St. Nikolaus in Reinhausen

In der Nähe des Regenufers steht die barockisierte alte romanische Kirche St. Nikolaus, die von den ersten Bewohnern Reinhausens (Schiffer, Flößer und Fischer) errichtet und erstmals 1228 urkundlich erwähnt wurde. Die Kirche St. Nikolaus ist heute Filialkirche der Stadtpfarrkirche St. Josef.
Die Gemeinden Reinhausen und Weichs gehörten bis zum Jahr 1913 zur Pfarrei Sallern; jedoch wurde die Kirche St. Nikolaus im Laufe der Zeit für die gewachsenen Gemeinden viel zu klein. Pfarrer Michael Wieshuber von Sallern gab schließlich den Anstoß zum Bau der Kirche in Reinhausen. Von 1906 bis 1912 wurde die jetzige neobarocke Stadtpfarrkirche St. Josef von Heinrich Hauberrisser erbaut. Am 18. November 1911 erfolgte schließlich die kanonische Errichtung der Pfarrei.

## Persönlichkeiten
- Alfons Goppel (1905–1991), Ministerpräsident von Bayern
- Hans Hornauer (1902–?), Verlagsdirektor
- Willi Ulfig (1910–1983), Maler und Graphiker